# Jovan Ćurčić
Jovan Ćurčić (en serbe cyrillique: Jован Ћурчић), né le 4 mai 1941, est un joueur de football yougoslave.

## Carrière
Il commence sa carrière comme gardien de but au FK Partizan Belgrade où il reste pendant six saisons. Il y remporte le titre national de première division yougoslave quatre fois, dont trois consécutivement. 
Avec le Partizan, il participe à la Coupe d'Europe des clubs champions en 1963.
Il tente ensuite sa chance en Bundesliga avec le Borussia Mönchengladbach, puis la saison d'après en Eerste Divisie avec l'UVS Leiden.
En 1967, il signe pour le FC Liégeois où il jouera pendant neuf saisons. Il sera finaliste de la Coupe de la Ligue belge en 1973.

## Palmarès
- Champion de Yougoslavie en 1961, 1962, 1963 et 1965 avec le Partizan Belgrade
- Finaliste de la Coupe de la Ligue belge en 1973 avec le FC Liégeois